# Piles
|  | Aquest article tracta sobre el municipi de la Safor . Si cerqueu el de la Conca de Barberà , vegeu «les Piles». |

Piles, també conegut com a Piles de Mar, és un municipi del País Valencià a la comarca de la Safor. El seu terme municipal limita amb les següents localitats: L'Alqueria de la Comtessa, Miramar, Oliva i Palmera. Té un clima mediterrani.
Des de València s'accedix a la localitat, per carretera, a través de la N-332 per a enllaçar amb CV-670, o bé a través de l'AP-7 per a enllaçar amb la CV-674, passant per l'Alqueria de la Comtessa.

## Història
L'origen del poble sembla estar en una xicoteta alqueria musulmana dependent del castell de Rebollet, conquistada conjuntament amb ell a mitjan segle xiii pel rei en Jaume I. En aquella època l'actual terme municipal era en bona part pantanós.
La seua història ha estat lligada a les del comtat d'Oliva i ducat de Gandia, als quals va pertànyer. Amb l'expulsió dels moriscs, va quedar quasi deshabitada i va ser repoblada després amb cristians vells que van introduir nous cultius, entre ells la morera, que donaria motiu a una creixent indústria de la seda, base del constant augment de població.

## Economia
No hi ha cultius de secà. Es rega amb aigües del riu Serpis, a través de la Séquia Comunal d'Oliva (Séquia Comuna d'Oliva). Els tarongers ocupen gairebé totes la superfície conreada que té el terme. La resta està dedicat a hortalisses.
Ha desaparegut el sector ramader i pesquer, l'última granja avícola va tancar als anys 90, i als 80 desaparagueren els caps de boví. La proximitat de dues ciutats com Gandia i Oliva, que oferixen llocs de treball en indústria i serveis, permet a un sector de la població seguir residint a Piles i treballar en eixes localitats.
Piles participa en el Pla de Platges Accessibles del País Valencià, i la seua platja és apta per a minusvàlids.

## Festes locals
- Festes Majors. Celebra les seues festes patronals al maig, dedicades a Sant Felip de Neri, Crist de l'Agonia, Verge del Carme, Sant Ferran i d'Immaculada Concepció.
- Festes de mig any. Celebrades el quatre de desembre en honor de Santa Bàrbara (També patrona del municipi).

## Monuments
- Església Parroquial. Està dedicada a Santa Bàrbara.
- Torre de guaita. Situada prop de la costa, probablement va ser construïda en el segle xvi per a previndre els atacs dels pirates moros.

## Política i Govern

### Alcaldes
Des de 2023 l'alcaldessa de Piles és Cristina Fornet Ausina, que es presentà pel PSPV-PSOE.
| Període                       | Alcalde o alcaldessa                                 | Partit polític | Data de possessió     | Observacions         |
| ----------------------------- | ---------------------------------------------------- | -------------- | --------------------- | -------------------- |
| 1979–1983                     | Daniel Perelló Chofre                                | UCD            | 19/04/1979            | --                   |
| 1983–1987                     | Fernando Pons Climent                                | PSPV-PSOE      | 28/05/1983            | --                   |
| 1987–1991                     | José Solbes Escrivà                                  | PSPV-PSOE      | 30/06/1987            | --                   |
| 1991–1995                     | José Solbes Escrivà                                  | PSPV-PSOE      | 15/06/1991            | --                   |
| 1995–1999                     | José Solbes Escrivà Vicente Salvador Císcar Salelles | PSPV-PSOE      | 17/06/1995 24/11/1998 | Dimissió/renúncia -- |
| 1999–2003                     | Vicente Salvador Císcar Salelles                     | PSPV-PSOE      | 03/07/1999            | --                   |
| 2003–2007                     | Vicente Salvador Císcar Salelles                     | PSPV-PSOE      | 04/07/2003            | --                   |
| 2007–2011                     | Vicente Salvador Císcar Salelles                     | PSPV-PSOE      | 16/06/2007            | --                   |
| 2011–2015                     | David Morant Císcar                                  | PP             | 11/06/2011            | --                   |
| 2015–2019                     | David Morant Císcar                                  | IxP            | 13/06/2015            | --                   |
| 2019-2023                     | David Morant Císcar                                  | IxP            | 15/06/2019            | --                   |
| Des de 2023                   | Cristina Fornet Ausina                               | PSPV-PSOE      | 17/06/2023            | --                   |
| Fonts: Generalitat Valenciana |                                                      |                |                       |                      |

## Demografia
En l'època estival es veu notablement incrementada la seua població a causa de la presència de nombrosos estiuejants en les urbanitzacions de la platja.
| Evolució demogràfica (des de 1990) | Evolució demogràfica (des de 1990)    | Evolució demogràfica (des de 1990) |
| ---------------------------------- | ------------------------------------- | ---------------------------------- |
|                                    |                                       |                                    |
|                                    |                                       |                                    |
|                                    | Font: Institut Nacional d'Estadística |                                    |